# Victor Denis
Pour les articles homonymes, voir Denis.
Victor Denis, né le 12 janvier 1889 à La Gorgue (Nord) et mort le 3 mars 1972 à Fleury-les-Aubrais (Loiret), est un footballeur français évoluant au poste de milieu de terrain, devenu un grand journaliste sportif. Il est le frère de Julien Denis, footballeur international.

## Carrière
Victor Denis évolue à l'US Tourcoing de 1907 à 1910. Il joue aussi durant sa carrière au CASG Paris et au Racing Club de France. En 1908, il connaît sa première et unique sélection en équipe de France de football. Il affronte sous le maillot bleu lors d'un match amical les Pays-Bas, le 10 mai 1908. Les Néerlandais s'imposent sur le score de 4-1. Remplaçant initialement, il est entré en deuxième mi-temps en remplacement de son frère Julien Denis. Ce changement, non autorisé, a suscité la polémique à l'époque, les instances se demandant s'il n'y avait pas eu simulation de blessure de Julien Denis. Victor Denis, devenu un célèbre journaliste sportif, avouera en 1949 qu'il y avait bien eu simulation.     
En club, Victor Denis est champion USFSA du Nord et demi finaliste du championnat de France en 1908-1909 avec l'US Tourcoing.
Il est champion USFSA du Nord et  champion de France en 1909-1910 avec l'US Tourcoing.
Il est champion USFSA de Paris en 1912-1913 avec le CASG Paris.